# Moritz Geisreiter
Moritz Geisreiter, né le 30 décembre 1987, est un patineur de vitesse allemand.

## Palmarès

### Jeux olympiques d'hiver
| Épreuve / Édition   | 500 mètres | 1 000 mètres | 1 500 mètres | 5 000 mètres | 10 000 mètres | Mass start | Poursuite par équipes |
| JO 2014 Sotchi      | —          | —            | —            | 10e          | 8e            | —          | —                     |
| JO 2018 Pyeongchang | —          | —            | —            | 12e          | 9e            | —          | —                     |

Légende :
- : première place, médaille d'or
- : deuxième place, médaille d'argent
- : troisième place, médaille de bronze
- : pas d'épreuve
- — : Non disputée par le patineur
- DSQ : disqualifiée